# Мегура (Бездяд, Димбовіца)
Мегура (рум. Măgura) — село у повіті Димбовіца в Румунії. Входить до складу комуни Бездяд.
Село розташоване на відстані 91 км на північний захід від Бухареста, 22 км на північ від Тирговіште, 59 км на південь від Брашова.

## Населення
За даними перепису населення 2002 року у селі проживали 544 особи, з них 543 особи (99,8%) румунів. Рідною мовою 543 особи (99,8%) назвали румунську.